# Françoise Janicot
Pour les articles homonymes, voir Janicot.
Françoise Janicot, née le 30 mai 1929 à Paris et morte le 18 juin 2017 à Paris,, est une artiste peintre, photographe, vidéaste et performeuse française.

## Biographie
Françoise Janicot est tout d'abord reconnue en tant que peintre abstraite et expose dans plusieurs galeries et Salons en France. Mariée au poète sonore Bernard Heidsieck, elle photographie à partir des années 1960 ses compagnons de route, des poètes expérimentaux et des performeurs comme Julian Beck, Julien Blaine, William S. Burroughs, John Cage, Jacqueline Cahen (1941-2009), François Dufrêne, John Giorno, Charlotte Moorman, Esther Ferrer, Christian Prigent et Jean-Jacques Lebel. En réaction au contexte socio-politique de la fin des années 1960 et en lien au mouvement féministe, elle cesse de peindre, grillage ses toiles et entame un travail de photographies des panneaux signalétiques barrés dans les rues de Paris.
Au début des années 1970, elle réalise L'Encoconnage (1972), une performance qui marque le mouvement féministe en art français : sur une déclamation de poésie sonore de Bernard Heidsieck, elle s'enroule dans une cordelette des pieds à la tête, jusqu'à l'étouffement. Françoise Janicot a aussi filmé et réalisé des vidéos consacrés aux performeurs de la poésie sonore, et tout particulièrement à la poésie de son mari Bernard Heidsieck, ainsi que des vidéos collectives. Dans les années 1990-2000, elle produit toute une série de photographies liées à l'absence, dans des tons blancs.

## Collections publiques
- Paris, musée national d’art moderne[5]